# 5966 Tomeko
5966 Tomeko este un asteroid din centura principală de asteroizi.

## Descriere
5966 Tomeko este un asteroid din centura principală de asteroizi. A fost descoperit pe 15 noiembrie 1990 la Geisei de Tsutomu Seki. El prezintă o orbită caracterizată de o semiaxă mare de 3,02 ua, o excentricitate de 0,09 și o înclinație de 3,6° în raport cu ecliptica.